# نوکیا لومیا ۵۱۰
نوکیا لومیا ۵۱۰ گوشی هوشمند مجهز به سیستم عامل ویندوزفون ۷٫۵ ساخت شرکت نوکیا می‌باشد، و به‌طور خاص برای بازارهای در حال توسعه، مانند چین، هند، آسیا و اقیانوسیه و آمریکا لاتین، عرضه شده‌است. این گوشی به رنگ‌های سفید، فیروزه‌ای، مشکی، قرمز، زرد عرضه شده‌است.

## ایرادها
این تلفن با ایراداتی همچون نبود کارت حافظه برای افزایش فضای ذخیره‌سازی، نبود فلش دوربین، نداشتن دوربین سلفی، کیفیت پایین فیلم‌برداری و رم پایین مورد انتقاد قرار گرفت.